# へびつかい座ゼータ星
へびつかい座ζ星（へびつかいざゼータせい、ζ Oph / ζ Ophiuchi）は、へびつかい座の恒星で3等星。
へびつかい座ζ星は高温の青色の輝巨星であるが、星間塵が青い光を吸収するため、赤みがかって見える。実際に、塵がなければへびつかい座ζ星は今より何倍も明るく、全天で最も明るい恒星の1つになるはずである。へびつかい座ζ星は恒星の進化の段階のほぼ半分を経ており、数百万年後には超巨星となって超新星爆発を起こすと考えられている。

## 名称
比較的明るい恒星であるにもかかわらず固有名を持たないが、中国語ではハン（韓）と呼ばれる。